# مدیریت شبکه
در ادامه اطلاعاتی در مورد مدیریت شبکه آمده است.
من هدایت جریان ها را قبول نمیکنم.
احراز هویت در ایران وحمهوری اسلامی ایران به صورتی غیر حرفه ای و بیش‌تر سودآور برای ناکارآمدترین افراد شده است.مثلا فردی که در ساختمان مسکونی مدیریت دارد سعی بر خرید ارزان واحدهای مسکونی دیگر کرده و با ترفندهای مختلف با نقاب فردی معتمد برای هدف خود تلاش می‌کند.

## فناوری‌ها
روش‌های جانبی اندکی برای مدیریت شبکه و وسایل شبکه وجود دارند. برخی از آنها عبارتند از پروتکل آسان مدیریت شبکه، واسط خط فرمان و کوربا.
برخی از روش‌های رسمی نیز موجود است که از آن جمله می‌توان به موارد زیر اشاره کرد:
- مدیریت سرمایه‌گذاری تحت وب
- مدل اطلاعات مشترک

رساننده خدمات اینترنتی (ISP) از فناوری ای که به نام بازرسی ژرف بسته‌ها شناخته می‌شود برای کنترل ازدحام استفاده می‌کند.

## پایش شبکه
پایش شبکه (به انگلیسی: Network Monitoring) یکی از زیر مجموعه‌های فرایند مدیریت شبکه است که به طور مداوم به منظور نظارت بر اجزا شبکه، سرعت شبکه و امنیت شبکه صورت می‌گیرد و در صورت بروز مشکل مدیران شبکه را(از طریق رایانامه، پیامک یا سایر سامانه‌های هشداردهنده) آگاه می‌کند.
بویشگر به برنامه‌ای رایانه‌ای یا قطعه‌ای سخت‌افزاری گفته می‌شود که می‌تواند به رهگیری و ضبط جریان اطلاعات در یک شبکه یا بخشی از یک شبکهٔ رایانه‌ای بپردازد.